# Höhlen im Maros-Pangkep Karst
In den Höhlen im Maros-Pangkep Karst auf Sulawesi wurden bis zu 53,500 ± 2,300 Jahre alte Höhlenmalereien entdeckt. Diese Malereien sind damit älter als die ältesten ihrer Art in Europa (beispielsweise in der Höhle El-Castillo). Die Wandmalereien der Höhlen zeigen Handabdrücke und Abbildungen von Tieren wie Hirscheber, Sulawesi-Pustelschwein und Anoa.
Der Maros-Pangkep Karst liegt im Nationalpark Bantimurung-Bulusaraung  im Regierungsbezirk Maros in der Provinz Sulawesi Selatan, Indonesien. Der Park liegt circa 50 km nördlich von Makassar. Das Gebiet umfasst die Kalksteinberge von Maros Pangkep, nach Südostchina die zweitgrößte Karstregion der Welt. Die Karstregion umfasst 286 Höhlen, darunter 16 prähistorische Höhlen im Regierungsbezirk Maros und 17 prähistorische Höhlen in Pangkep, Regierungsbezirk Bone.
Die Kalksteinhöhle Leang Timpuseng bildet zusammen mit weiteren Höhlen (Jarie, Buragayya, Lompoa, Gua Jing, Sampeang, Pettakere, Pettae, Jane, Saripa und Karrasa) einen prähistorischen Fundplatz. Sie liegt in der Nähe der Stadt Maros.
Ein Handabdruck in der Höhle Leang Timpuseng wird auf mindestens 39.900 Jahre geschätzt. Auch eine etwa 50 cm große Abbildung eines Hirschebers befindet sich in dieser Höhle. Sie wird auf ein Alter von 35.400 Jahren geschätzt. Die Kunstwerke wurden mit Hilfe der Uran-Thorium-Datierung der Versinterungen auf den Malereien datiert.
Im Eingangsbereich der Höhle Leang Pettakere befinden sich 26 rote und weiße prähistorische Handabdrücke. Sie sind bislang undatiert.
Auf einer Felswand in der Höhle Leang Bulu’ Sipong (bei Pangkep) befinden sich Darstellungen von mehreren Tieren und Tier-Mensch-Mischwesen (Therianthropen) ausgeführt mit dunkelrotem Pigment. In einer Szene sind mehrere kleine Mischwesen (4 bis 8 cm lang) mit Seilen oder Speeren verbunden mit einem großen Anoa (74 mal 29 cm). Die Gemälde wurden auf der Grundlage der Uran-Thorium-Datierung der überlagernden Speläotheme untersucht. Das Alter der Malereien wird mit mindestens 43.900 Jahren angegeben. Damit handele es sich nach Aubert im Jahr 2019 um das älteste figurative Kunstwerk der Welt. 2024 wurde die Abbildung eines etwa lebensgroßen Sulawesi-Pustelschweins in der Leang-Tedongnge-Höhle auf ein Alter von mindestens 51.200 Jahren datiert und ist damit die derzeit älteste bekannte Höhlenmalerei der Welt.
Die bereits 2017 von Pak Hamrullah entdeckten Wandmalereien wurden im Jahr 2019 vom Forscherteam um Maxime Aubert datiert und genauer beschrieben.
Neben Erosion, die bereits einige der Wandmalereien zerstört haben dürfte, kommt nach Ansicht von Forschern mit der Publikation der Funde und dem verstärkten Interesse an Besuchen der archäologischen Stätten eine Herausforderung auf die Verantwortlichen zu. Die Höhlen wurden bereits 2009 in die UNESCO-Tentativliste für Indonesien aufgenommen.

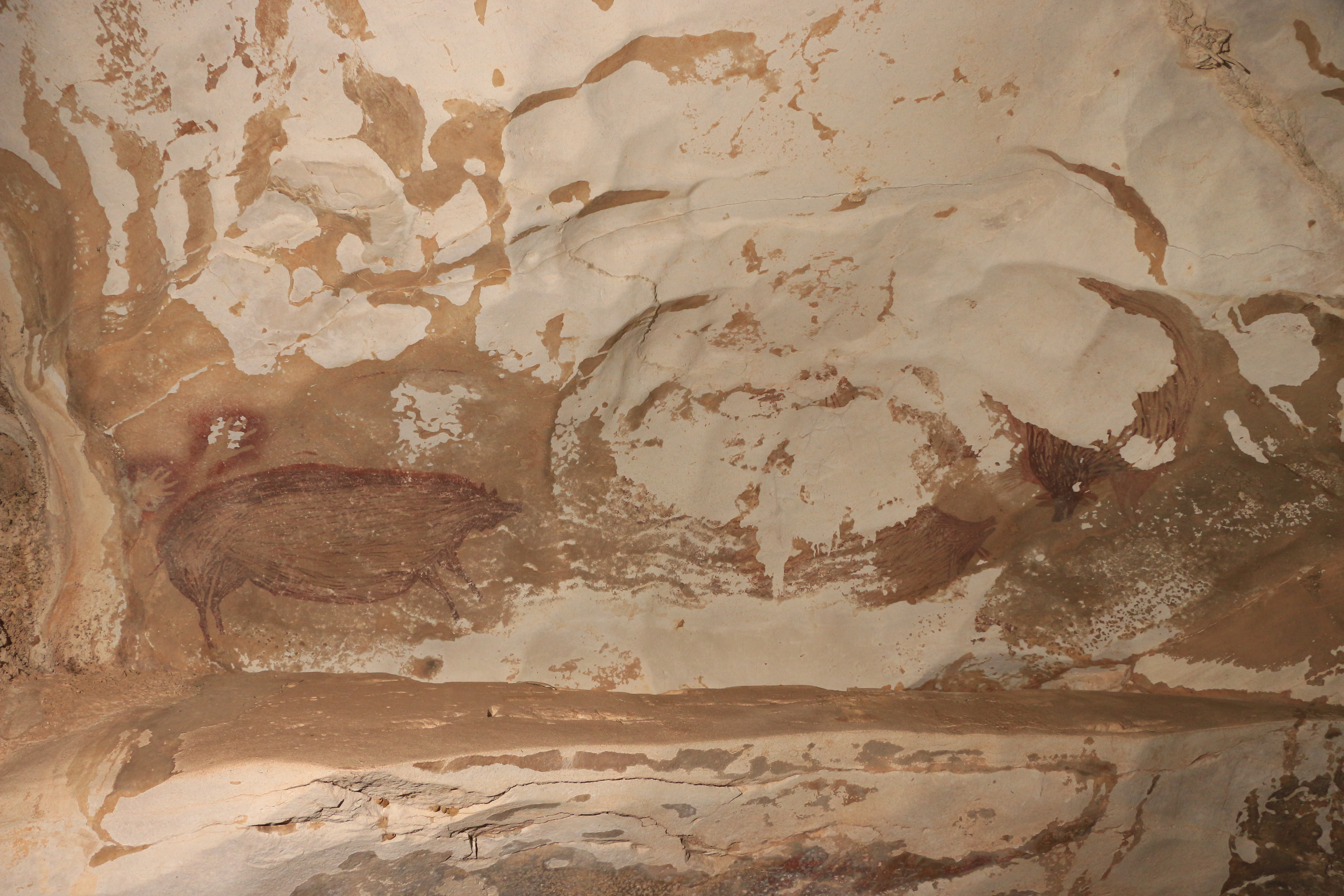
Höhlenmalerei in der Höhle Lean Tedongnge, Alter: mindestens 45.500 Jahre